# Russian Roulette (Rihanna)
Russian Roulette is een nummer van de Barbadiaanse popzangeres Rihanna. Het wordt uitgebracht als de eerste single van het vierde studioalbum, dat op 23 november 2009 wordt uitgebracht. Het nummer is geschreven door Ne-Yo en geproduceerd door Chuck Harmony.

## Achtergrondinformatie
Op 14 oktober plaatste Rihanna een bericht op haar Twitterpagina, met de tekst "The Wait is Ova. Nov 23 09" (het wachten is voorbij, 23 november 2009). Dit zou een verwijzing kunnen zijn naar een nieuw album, iets dat niet uit te sluiten was doordat Tricky Stewart, die ook aan het album heeft gewerkt, in een interview meldde dat het album nog voor het einde van 2009 uitgebracht zou worden. Op 16 oktober werd op Rihanna's officiële website een afteller geplaatst naar 11:23u Amerikaanse tijd op 20 oktober. Het tijdstip was een verwijzing naar 23 november, de dag van de albumrelease. Ryan Secrest bevestigde op zijn twitter dat haar nieuwe single Russian Roulette zou heten. Rond zowel de album- als de singlerelease heerste grote geheimhouding. Op 20 oktober werd door Def Jam en persbericht gelanceerd met informatie rondom de album- en de singlerelease.
Het nummer is geschreven door Ne-Yo, een artiest waarmee zij ook op eerdere singles als Unfaithful, Hate That I Love You (een samenwerking tussen beide) en Take a Bow heeft gewerkt. De samenwerking met danceproductieduo Chuck Harmony is daarentegen wel voor het eerst.

## Videoclip
De opnames voor de videoclip van Russian Roulette, geregisseerd door Anthony Mandler, vonden plaats op 17 en 18 oktober, maar ook hierover werden er weinig details vrijgegeven. De première van de clip was op vrijdag 13 november 2009.

## Stijl
De meeste nummers van "Rated R." zijn heel duister en heel langzaam. Zo ook "Russian Roulette". Het is een heel duister r&b nummer. Het is dus al gelijk een tegenstelling van haar nummers van "Good Girl Gone Bad" die vaak uptempo waren.

## Hitnotering
| "Russian Roulette" in de Nederlandse Top 40 - binnen 14-11-2009 | "Russian Roulette" in de Nederlandse Top 40 - binnen 14-11-2009 | "Russian Roulette" in de Nederlandse Top 40 - binnen 14-11-2009 | "Russian Roulette" in de Nederlandse Top 40 - binnen 14-11-2009 | "Russian Roulette" in de Nederlandse Top 40 - binnen 14-11-2009 | "Russian Roulette" in de Nederlandse Top 40 - binnen 14-11-2009 | "Russian Roulette" in de Nederlandse Top 40 - binnen 14-11-2009 | "Russian Roulette" in de Nederlandse Top 40 - binnen 14-11-2009 | "Russian Roulette" in de Nederlandse Top 40 - binnen 14-11-2009 | "Russian Roulette" in de Nederlandse Top 40 - binnen 14-11-2009 | "Russian Roulette" in de Nederlandse Top 40 - binnen 14-11-2009 | "Russian Roulette" in de Nederlandse Top 40 - binnen 14-11-2009 | "Russian Roulette" in de Nederlandse Top 40 - binnen 14-11-2009 | "Russian Roulette" in de Nederlandse Top 40 - binnen 14-11-2009 | "Russian Roulette" in de Nederlandse Top 40 - binnen 14-11-2009 | "Russian Roulette" in de Nederlandse Top 40 - binnen 14-11-2009 | "Russian Roulette" in de Nederlandse Top 40 - binnen 14-11-2009 |
| Week                                                            | 1                                                               | 2                                                               | 3                                                               | 4                                                               | 5                                                               | 6                                                               | 7                                                               | 8                                                               | 9                                                               | 10                                                              | 11                                                              | 12                                                              | 13                                                              | 14                                                              | 15                                                              |                                                                 |
| --------------------------------------------------------------- | --------------------------------------------------------------- | --------------------------------------------------------------- | --------------------------------------------------------------- | --------------------------------------------------------------- | --------------------------------------------------------------- | --------------------------------------------------------------- | --------------------------------------------------------------- | --------------------------------------------------------------- | --------------------------------------------------------------- | --------------------------------------------------------------- | --------------------------------------------------------------- | --------------------------------------------------------------- | --------------------------------------------------------------- | --------------------------------------------------------------- | --------------------------------------------------------------- | --------------------------------------------------------------- |
| Nummer                                                          | 38                                                              | 21                                                              | 16                                                              | 13                                                              | 17                                                              | 17                                                              | 19                                                              | 17                                                              | 12                                                              | 8                                                               | 7                                                               | 8                                                               | 14                                                              | 25                                                              | 33                                                              | uit                                                             |

| "Russian Roulette" in de Vlaamse Ultratop 50 - binnen: 21-11-2009 | "Russian Roulette" in de Vlaamse Ultratop 50 - binnen: 21-11-2009 | "Russian Roulette" in de Vlaamse Ultratop 50 - binnen: 21-11-2009 | "Russian Roulette" in de Vlaamse Ultratop 50 - binnen: 21-11-2009 | "Russian Roulette" in de Vlaamse Ultratop 50 - binnen: 21-11-2009 | "Russian Roulette" in de Vlaamse Ultratop 50 - binnen: 21-11-2009 | "Russian Roulette" in de Vlaamse Ultratop 50 - binnen: 21-11-2009 | "Russian Roulette" in de Vlaamse Ultratop 50 - binnen: 21-11-2009 | "Russian Roulette" in de Vlaamse Ultratop 50 - binnen: 21-11-2009 | "Russian Roulette" in de Vlaamse Ultratop 50 - binnen: 21-11-2009 | "Russian Roulette" in de Vlaamse Ultratop 50 - binnen: 21-11-2009 | "Russian Roulette" in de Vlaamse Ultratop 50 - binnen: 21-11-2009 | "Russian Roulette" in de Vlaamse Ultratop 50 - binnen: 21-11-2009 | "Russian Roulette" in de Vlaamse Ultratop 50 - binnen: 21-11-2009 | "Russian Roulette" in de Vlaamse Ultratop 50 - binnen: 21-11-2009 | "Russian Roulette" in de Vlaamse Ultratop 50 - binnen: 21-11-2009 |
| Week                                                              | 1                                                                 | 2                                                                 | 3                                                                 | 4                                                                 | 5                                                                 | 6                                                                 | 7                                                                 | 8                                                                 | 9                                                                 | 10                                                                | 11                                                                | 12                                                                | 13                                                                | 14                                                                |                                                                   |
| ----------------------------------------------------------------- | ----------------------------------------------------------------- | ----------------------------------------------------------------- | ----------------------------------------------------------------- | ----------------------------------------------------------------- | ----------------------------------------------------------------- | ----------------------------------------------------------------- | ----------------------------------------------------------------- | ----------------------------------------------------------------- | ----------------------------------------------------------------- | ----------------------------------------------------------------- | ----------------------------------------------------------------- | ----------------------------------------------------------------- | ----------------------------------------------------------------- | ----------------------------------------------------------------- | ----------------------------------------------------------------- |
| Nummer                                                            | 17                                                                | 5                                                                 | 6                                                                 | 5                                                                 | 7                                                                 | 10                                                                | 14                                                                | 16                                                                | 21                                                                | 22                                                                | 26                                                                | 29                                                                | 36                                                                | 36                                                                | uit                                                               |